# Synagoga Kadesza Gilmana w Łodzi
Synagoga Kadesza Gilmana w Łodzi – prywatny dom modlitwy znajdujący się w Łodzi przy ulicy Cegielnianej 7.
Synagoga została zbudowana w 1902 roku z inicjatywy Kadesza Gilmana. Mogła ona pomieścić 111 osób. Podczas II wojny światowej Niemcy zdewastowali synagogę.